# Õ
L'Õ (en minúscula: õ), anomenat O titlla, és un grafema utilitzat en l'escriptura de les llengues següents: apalaí, estonià, guaraní, umbundu, odual, portuguès, tchourama, vietnamita, zarma. És la lletra O diacriticada d'una titlla.

## Ús
En francès, l'õ només s'utilitza en determinats préstecs i tradicionalment no es considera part de l'alfabet.
En francès antic, substitueix els dígrafs on o om en alguns manuscrits.
L'Õ sol representar la vocal semitancada posterior arrodonida o bé la vocal arrodonida posterior semioberta nasalitzada, /õ/ o /ɔ̃/.
En vietnamita, la titlla indica un to creixent glotalitzat i la lletra o denota la vocal mig-oberta arrodonida posterior /ɔ/.
En estonià, l'õ representa la vocal /ɤ/. És la vint-i-quatrena lletra de l'alfabet estonià, situada entre la V i l'Ö.
En võro, l'õ es pronuncia /ɤ/ (com en estonià).

## Representacions informàtiques
L'Õ es pot representar amb els següents caràcters Unicode:
- precompost (suplement llatí-1):

| formes    | representacions | cadenes de caràcters | punts de codi | descripcions                       |
| --------- | --------------- | -------------------- | ------------- | ---------------------------------- |
| majúscula | Õ               | Õ U+00D5             | U+00D5        | lletra llatina: o majúscula titlla |
| minúscula | õ               | õ U+00F5             | U+00F5        | lletra llatina: o minúscula titlla |

- descompost (llatí bàsic, diacrítics) :

| formes    | representacions | cadenes de caràcters | punts de codi | descripcions                                  |
| --------- | --------------- | -------------------- | ------------- | --------------------------------------------- |
| majúscula | O ̃              | OU+004F ◌̃U+0303      | U+004FU+0303  | lletra llatina: o majúscula diacrític: titlla |
| minúscula | o ̃              | oU+006F ◌̃U+0303      | U+006FU+0303  | lletra llatina: o minúscula diacrític: titlla |